# Българи в Уругвай
Българите в Уругвай са етническа група, която не присъства при преброяването на населението в страната. По оценки на внук на български емигрант, преселниците от България в Уругвай са около 1000 души. Според професор Пламен Павлов преселниците икономически емигранти е около 2000 души (включително потомци на бесарабски българи).

## История
Първите българи идват в Уругвай през 1905 година, когато в България се разпространява примамливата представа за „топлите“ южноамерикански страни и специално Уругвай като държава с благоденстващо население, със свободна обработваема земя и сигурна, добре платена работа. Към края на 20-те години българите в Уругвай са около 4000 души. Те са главно от България, но има и от Македония, Тракия, Добруджа и Западните български земи. И в Уругвай градинарите са едни от първите и намират добри условия, но далечното разстояние не позволява гурбетчийство. Мнозинството от българите се установява в Монтевидео, а по-значителни общности — в градовете Фрай Бентос, Пунта дел Есте, Малдонадо, Дурасно, Роча. Като хора без специална квалификация нашенци работят по строежите, в кланиците, в дървопреработващите фабрики. През 30-те години вече има заможни българи, които стават предприемачи в строителството. След 1927 година в Уругвай се създават българо-македонски работнически просветителни клубове — в Монтевидео, Фрай Бентос, Роча.

## Организации
В сайта на ДАБЧ на България се посочва, че в Уругвай има едно електронно издание на българската общност:
- „Noticias“ (Новините) – Основано е от Вероника Терзиеф от Монтевидео. То излиза веднъж на 3 месеца на испански език. Предлага информация за български празници, новини от живота на българската общност в Уругвай и Аржентина, материали за развитието на обществото, и представя българската кухня.

## Личности
Етнически българи, родени в Уругвай:
- Оскар Торлакоф (р. 1973), футболист
- Саша Анеф (р. 1991), футболист
- Фабиан Естояноф (р. 1982), футболист
- Хорхе Лазаров (1950–1989), певец, китарист и композитор
- Кирил Светогорски (1888–1948), музиколог, педагог и офицер